# Peachtree City MOBA
El Peachtree City MOBA es un equipo de fútbol de los Estados Unidos que juega en la USL PDL, la cuarta división de fútbol en el país.

## Historia
Fue fundado en el año 2013 en la ciudad de Peachtree City (Georgia) originalmente como una escuela de fútbol con el nombre MOBA Soccer Academy, propiedad del alemán Volker Hamms, a quien le fue asignada una franquicia en la USL PDL (hoy en día USL League Two) el 15 de enero de 2016.
Gracias a ello, el club ahora cuenta con un centro de entrenamiento bajo techo, con vestidores, salones de clase y de reuniones y un gimnasio. También cuenta con dos regulaciones estipuladas por la FIFA y capacidad mínima de 1000 espectadores.
El exjugador del Atlanta Silverbacks Jordan Davis fue nombrado entrenador para la temporada 2016.